# Anaxyrus mexicanus
Espèce
Synonymes
- Bufo mexicanus Brocchi, 1879

Statut de conservation UICN

 NT  : Quasi menacé
Anaxyrus mexicanus est une espèce d'amphibiens de la famille des Bufonidae.

## Répartition
Cette espèce est endémique du Mexique. Elle se rencontre dans le long de la Sierra Madre occidentale dans l'Est du Sonora, dans l'Ouest du Chihuahua, dans l'Ouest du Durango et dans l'Est du Sinaloa.

## Publication originale
- Brocchi, 1879 : Sur divers batraciens anoures de l'Amérique Centrale. Bulletin de la Société Philomatique de Paris, ser. 7, vol. 3, p. 19-24 (texte intégral).